# Il contatto
Il contatto è il primo album discografico degli Alien Army, uscito in forma di mixtape e completato nel 1996, rappresenta l'esordio del gruppo milanese di DJ. Il mixtape risulta il più famoso degli Alien Army che solo tre anni dopo, nel 1999, hanno dato alle stampe il loro primo album Orgasmi meccanici. Le tracce del nastro sono state ribattezzate "episodi" cosicché, tolti prologhi ed epiloghi, nel lavoro sono presenti 11 episodi nel lato A e 6 sul lato B.

## Tracce

### Lato A
1. Da original Alien Army – 3:36
2. Riflessioni aliene – 0:37
3. Le tre armi fondamentali – 1:27
4. 2 alieni in allenamento – 2:16
5. Messaggio alle forze del male – 1:25
6. Il doppio alieno sulle ruote – 1:57
7. Il riscaldamento – 1:09
8. II livello – 0:39
9. Aspettando il confronto – 4:18
10. Alien drumulator (feat. Alien Cut) – 5:24
11. Il makiwara – 1:15
12. Le batterie aliene – 1:34
13. Il risveglio del pimp – 5:26

### Lato B
1. Il piccolo nano saker incontra gli alieni
2. 2 alieni in combattimento
3. Lo stile delle frasi incrociate
4. Alieni in riflessione rotanti
5. Alien Orchestra
6. Il confronto - Livello finale
7. Brakin' army beat
8. Il saluto prima del ritorno in monastero

## Formazione
- DJ Skizo
- DJ Gruff
- DJ Double S
- DJ Stile
- DJ Zak